# Danio margaritatus
Danio margaritatus  (лат.) — вид пресноводных рыб семейства карповых (лат. Cyprinidae). Обитает в высокогорных реках Мьянмы.

## Общая характеристика
В природе Danio margaritatus встречается лишь в Мьянме на небольшой территории на востоке от озера Инле, на высоте более 1000 м над уровнем моря. Его ареалом является бассейн рек Нам Ланг (Nam Lang) и Нам Паун (Nam Pawn), притоки реки Салуин. Danio margaritatus обитает в мелких, густо заросших растениями озерах.
Размер рыб довольно мелкий и не превышает 2,5 см. Спинной и анальный плавники округлены, а хвостовой имеет раздвоенную форму. Цвет тела от темно-синего до черного. По всему телу разбросаны многочисленные белые, золотистые или рыжие пятна овальной формы, которые иногда сливаются в небольшие полоски. Брюшные плавники черные с красными полосами. Хвостовой плавник имеет прозрачную середину и красные верх и низ.
Взрослые самцы имеют красное брюшко и более насыщенную окраску, тогда как самки тусклые и с желтоватым брюшком. Интенсивность цвета особей меняется в зависимости от настроения рыбы и зависит от иерархии в стае. Кроме интенсивности окраски, самку можно отличить благодаря почти некрашеным и прозрачным брюшным плавникам. Впрочем, полный окрас с темно-синим телом и ярко-красными плавниками имеют исключительно доминантные самцы, другие же могут почти ничем не отличаться от самок.

## Условия содержания в аквариуме
Для содержания рыбок подойдет небольшой аквариум объемом 20-30 литров. Учитывая небольшой размер рыбок их лучше содержать небольшой стаей в 20-30 особей. Меньшее количество может визуально "раствориться" и быть совершенно незаметным.Рыбки активные и дружелюбные, однако крайне пугливые. Недопустимо держать их вместе с большими и агрессивными рыбами, однако они прекрасно ладят с креветками и являются идеальными для маленьких густозасаджених аквариумов с большим количеством растений.
Оптимальные параметры воды для содержания  Danio margaritatus : температура 22-24 ° С, dH 5-10 °, pH 6,5-7,5. При повышении температуры до 26 ° С самочувствие рыбок ухудшается, а при 30 ° С возможна смерть. В благоприятных условиях живут до 2,5 лет. Не любят сильного движения воды, однако незначительная фильтрация и аэрация крайне желательна. В общем рыбки не слишком привередливы и легко приспосабливаются к условиям содержания при выполнении элементарных норм. В вопросах питания предпочитают мелком живой корм.

## Размножение
Половой зрелости Danio margaritatus достигают в трехмесячном возрасте, однако лучше отсаживать рыб на нерест не раньше, чем через полгода после их рождения. Нерест происходит обычно в гуще мелколиственных растений, причем их размещение никакой роли не играет, это может произойти как у дна, так и у поверхности в зарослях плавающих растений.
В полуторамесячном возрасте мальки достигают размеров 1-1,2 см, а в возрасте трёх месяцев уже не уступают размерами взрослым особям. Окраска начинает формироваться несколько раньше, в возрасте двух месяцев.